# Distrito de Andahuaylas
El distrito de Andahuaylas es uno de los 19 distritos de la provincia de Andahuaylas  ubicada en el departamento de Apurímac, bajo la administración del Gobierno regional de Apurímac, en el sur del Perú.
Desde el punto de vista jerárquico de la Iglesia católica forma parte de la Diócesis de Abancay la cual, a su vez, pertenece a la Arquidiócesis de Cusco.

## Historia
El distrito fue creado mediante Ley del 21 de junio de 1825, durante el gobierno de Simón Bolívar.

## Población
De acuerdo al último censo nacional, el distrito de Andahuaylas tiene una población de 37 260 habitantes.

## Superficie
El distrito tiene un área de 370.03 km².

## Autoridades

### Municipales
- 2011-2014:[3]
  - Alcalde: Oscar David Rojas Palomino, del Movimiento  Popular Kallpa.
  - Regidores: Lilia Vargas Céspedes (Kallpa), Fredy Cebrián Patricio (Kallpa), Santos Pumapillo Merino (Kallpa), Juan Maucaylle Rincón (Kallpa), Isaías Gilberto Zevallos Ayala (Kallpa), Percy Pérez Medina (Kallpa), Wilber Rojas Huamán (Kallpa), Henry Miguel León Moscoso (Kechwa), Elena Cárdenas Alarcón (Kechwa), Edmundo Ilichs Salas Reynaga (APRA), Víctor Palomino Abollaneda (Apurímac Unido).

## Centros poblados
- Huancabamba se encuentra el aeropuerto de Andahuaylas y uno de los filones más grandes de hierro. Por otra parte es una zona productora de papa en sus diferentes variedades. También una zona donde abundan muchísimas lagunas como por ejemplo, la laguna de Suyto Ccocha que es la más importante, por donde pasa el camino de los incas.

## Festividades
- Santiago